# Wolf 359
Wolf 359 är en röd dvärgstjärna som ligger omkring 7,8 ljusår från jorden i stjärnbilden Lejonet. Den är den femte närmaste grannstjärnan, efter Alfa Centauri-systemet, Barnards stjärna, Luhman 16 och WISE 0855−0714, upptäckt år 1919 av Max Wolf. 
Wolf 359 är en flarestjärna av typen UV Ceti-variabel med variabelnamnet CN Leonis. Från magnituden +17,08 kan den få utbrott som ökar ljusstyrkan ända upp till magnitud +11,52